# 潘鏜
潘鏜（1466年—？），字宗節，直隸廬州府六安州人，軍籍，明朝政治人物。

## 生平
成化二十二年（1486年）丙午科應天鄉試第一百十三名舉人，弘治九年（1496年）中式丙辰科會試第二百九十一名，三甲第一百八名進士。授滿城縣知縣，丁憂歸里。服闕，起為滑縣知縣，升監察御史，曾陳時務大計等，得到明孝宗嘉獎採納。
正德元年（1506年）因論劾宦官高鳳被指為奸黨而被削籍。八年（1513年）起為廣東按察司僉事，引疾致仕歸里。

## 家族
曾祖潘恪；祖父潘岳，雲南道監察御史；父潘稹，四川左布政使。母王氏（封孺人）；繼母許氏。具慶下。兄潘鍊，弟潘鑛、潘鈿、潘鑪。